# ラテン語
ラテン語（ラテンご、ラテン語: lingua Latina、英語: Latin）は、インド・ヨーロッパ語族のイタリック語派ラテン・ファリスク語群に属する古典言語の一つである。漢字表記は拉丁語・羅甸語で、拉語・羅語と略される。ラテン語はもともとイタリアのローマ周辺のテヴェレ川下流域ラティウムに住むラテン人によって話されていた。その後、共和制ローマとローマ帝国の拡大により、ヨーロッパ全土で主要言語となった。また、ラテン語は英語を含む多くの言語に影響を与えた。
共和制ローマ後期までに、古ラテン語は標準化された古典ラテン語へと発展した。これに対し、俗ラテン語はローマ帝国内で口語、つまり民衆の話し言葉として使われた。ラテン語はしばしば死語と言われるが、「言語の死」は起こらなかった。6世紀から9世紀にかけて、異なる地域の方言ラテン語の自然な言語変化により、ロマンス諸語が生まれた。西ローマ帝国の崩壊後も、ラテン語は19世紀初頭までヨーロッパにおける国際コミュニケーション・科学・学問の共通言語であり続けたが、19世紀初頭以降、一般的な学術および政治的使用においては現代言語がラテン語にとってかわった。
中世ラテン語以降は、ラテン語はもはや母語としては話されず、中世には西ヨーロッパとカトリックヨーロッパ全域で、9世紀からルネサンスまで実用言語および文語として使用され、その後ルネサンス・ラテン語と呼ばれる古典化形式のラテン語が生まれた。これが近世に発展した近世ラテン語の基礎となった。ラテン語は、少なくとも17世紀後半に話し言葉が衰え始めるまでは、書き言葉と話し言葉の両方として教えられていた。しかし、現代ラテン語は一般的に、話し言葉ではなく書き言葉として学ばれることが多い。教会ラテン語は、ローマ教皇庁とカトリック教会のローマ典礼の言語として使われ続けている。

## 概要
もともとラテン語は、イタリア半島中部のラティウム地方（ローマを中心とした地域、現イタリア・ラツィオ州）においてラテン人が用いた言語であったが、古代ローマ・共和政ローマ・ローマ帝国で用いられ公用語となったことにより、ローマ帝国の広大な版図（ヨーロッパ大陸の西部や南部、アフリカ大陸北部、アジアの一部）へ伝播した。
西ローマ帝国滅亡後もラテン語はローマ文化圏の古典文学を伝承する重要な役割を果たした。勢力を伸ばすキリスト教会を通してカトリック教会の公用語としてヨーロッパ各地へ広まり、祭祀宗教用語として使用されるようになると、中世には、中世ラテン語として成長した。ルネサンスを迎えると、自然科学・人文科学・哲学のための知識階級の言語となった。さらに、読み書き主体の文献言語や学術用語として近世のヨーロッパまで発展・存続した。現在もラテン語はバチカンの公用語であるものの、日常ではほとんど使われなくなったといえる。しかし、各種学会・医学・自然科学・数学・哲学・工業技術など各専門知識分野では、世界共通の学名としてラテン語名を付けて公表する伝統があり、新発見をラテン語の学術論文として発表するなど、根強く用いられ続けている。他公用語が複数あるスイスでは記述スペースが足りない場合ラテン語での表記を公的機関がすることを認めている。また、略号として午前・午後のa.m.（ante meridiem）・p.m.（post meridiem）や、ウイルス（virus）やデータ（data）など、日常的に用いられる語のなかにも語源がラテン語に由来するものがある。

## ラテン語の使用・時代・地域・関係の深い言語

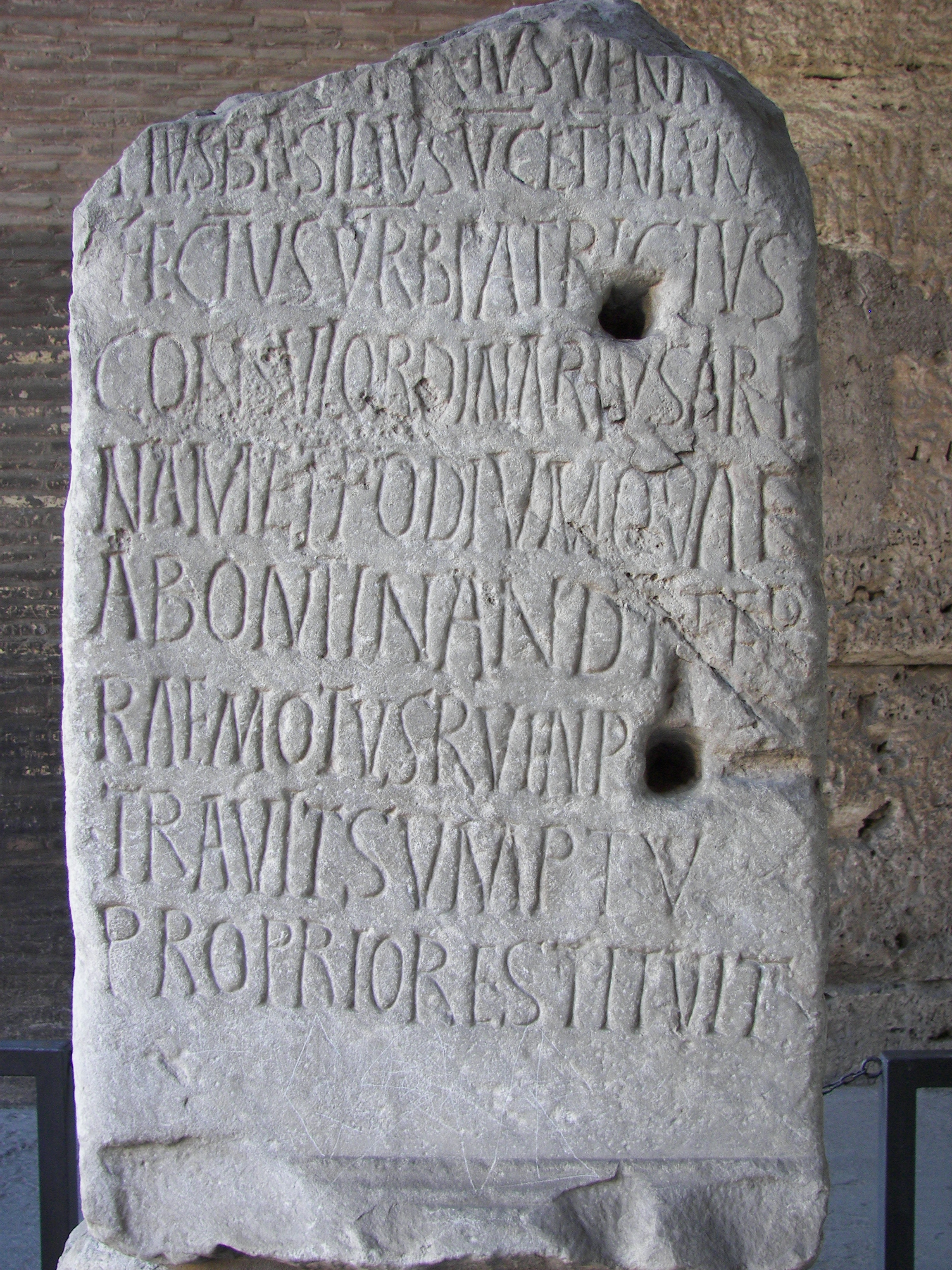
コロッセウムのラテン語の碑文

ラテン語が広まる過程でギリシア語から多くの語彙を取り入れ、学問・思想などの活動にも使用されるようになった。
ただしラテン語が支配的な地域はローマ帝国の西半分に限られ、東半分はギリシア語が優勢な地域となっていた。やがてローマ帝国が東西に分裂し、ゲルマン民族の大移動によって西ローマ帝国が滅び西ヨーロッパの社会が大きく変動するのに従い、ラテン語は各地で変容していき、やがて各地の日常言語はラテン語と呼べるものではなくなり、ラテン語の流れをくんだロマンス諸語が各地に成立していった。元々ギリシア語が優勢だった東ローマ帝国においても、7世紀に公用語はギリシア語に転換された。
こうした中、今日の西ヨーロッパに相当する地域においてはローマ帝国滅亡後もローマ・カトリック教会の公用語となり、長らく文語の地位を保った。現在でもバチカン市国の公用語はラテン語である。たとえば、典礼は第2バチカン公会議まで、ラテン語で行われていた。今日に至るまで数多くの作曲家が典礼文に曲をつけており、クラシック音楽の中では主要な歌唱言語の1つである。ただし、実際の使用は公文書やミサなどに限られ、日常的に話されているわけではない。また、バチカンで使われるラテン語は、古典式とは異なる変則的なラテン語である。なお、多民族・多言語国家であるスイスではラテン語の名称 Confoederatio Helvetica（ヘルヴェティア連邦）の頭字語を自国名称の略 (CH) としている。また欧州会社(Societas Europaea,SE)のように欧州共通の用語にラテン語が使用されている場合もある。
中世においては公式文書や学術関係の書物の多くはラテン語（中世ラテン語、教会ラテン語）で記され、この慣習は現在でも残っている。例えば、生物の学名はラテン語を使用する規則になっているほか、元素の名前もラテン語がほとんどである。また法学においても、多くのローマ法の格言や法用語が残っている。19世紀までヨーロッパ各国の大学では学位論文をラテン語で書くことに定められていた。
今日のロマンス諸語（東ロマンス語：イタリア語・ルーマニア語、西ロマンス語：フランス語・スペイン語・ポルトガル語など）は、俗ラテン語から派生した言語である。また、英語・ドイツ語・オランダ語などのゲルマン語派にも文法や語彙の面で多大な影響を与えた。
現代医学においても、解剖学用語は基本的にラテン語である。これは、かつて誰もが自由に造語して使っていた解剖学語彙を、BNA（バーゼル解剖学用語）、PNA（パリ解剖学用語）などで統一した歴史的経緯が関連している。つまり、用語の統一にラテン語が用いられたのである。そのため、日本解剖学会により刊行されている『解剖学用語』も基本的にはラテン語である（ラテン語一言語主義）。ただし、臨床の場面では、医師が患者に自国語で病状説明をするのが当然であるため、各国ともラテン語の他に自国語の解剖学専門用語が存在する（ラテン語・自国語の二言語主義）。近年では、医学系の学会や学術誌の最高峰が英語圏に集中するようになったため、英語の解剖学用語の重要性が上がった。日本では、ラテン語・英語・日本語の三言語併記の解剖学書が主流となった（ラテン語・英語・自国語の三言語主義）。
「ウイルス (virus)」など、日本語でも一部の語彙で用いられる（ただし、元の母音の長短の区別はほとんど意識されない）。なお、森鷗外の小説『ヰタ・セクスアリス』は、ラテン語の vita sexualis（性的生活）のことである。

## 歴史

### 古ラテン語
ラテン語が属するイタリック語派は、インド・ヨーロッパ語族内ではケントゥム語派に分類され、インド・ヨーロッパ祖語の *k および *g はラテン語でも K, G として保たれた。イタリック語派の話者がイタリア半島に現れたのは紀元前2千年紀後半と見られており、ラテン語の話者がラティウム地方（現在のイタリア、ラツィオ州）で定住を開始したのは紀元前8世紀だった。現在発見されているラテン語の最も古い碑文は紀元前7世紀に作られたものである。この時期から紀元前2世紀頃までのラテン語は、のちの時代のラテン語と区別され古ラテン語と呼ばれる。この時代のラテン語は、語彙などの面で隣接していたエトルリア語などの影響を受けた。
古ラテン語では以下の21文字のアルファベットが使われた。下段には現在の字形を記している。これは、西方ギリシア文字・初期のエトルリア文字・古イタリア文字のアルファベットをほぼ踏襲した：
| 𐌀 | 𐌁 | 𐌂 | 𐌃 | 𐌄 | 𐌅 | 𐌆 | 𐌇 | 𐌉 | 𐌊 | 𐌋 | 𐌌 | 𐌍 | 𐌏 | 𐌐 | 𐌒 | 𐌓 | 𐌔 | 𐌕 | 𐌖 | 𐌗 |
| A | B | C | D | E | F | Z | H | I | K | L | M | N | O | P | Q | R | S | T | V | X |

「𐌂」（Γ の異字体）は元来は [ɡ] の音を表す文字だったが、[k] も表した。I は [i] と [j]、V は [u] と [w] の音価を持った。[kʷ] の発音は QV と表記した。五つの母音字（A, E, I, O, V）は長短両方を表したが、表記上の区別はなかった。Z の文字は使われなかった。
紀元前3世紀になると、C は [k] の音の大多数を表すことが一般化した（ただし Kの使用も少数の語に残った）。
また [ɡ] の音を表す新たな文字 G が作られ、Z の文字を廃した位置へ置いた。
| A | B | C | D | E | F | G | H | I | K | L | M | N | O | P | Q | R | S | T | V | X |

古ラテン語は、古典ラテン語に残る主格、呼格、属格（所有格）、与格（間接目的格）、対格（直接目的格）、奪格に加え、場所を表す所格（処格、地格、位格、依格、於格などともいう）があった。名詞の曲用では、第二変化名詞の単数与格および複数主格が -oī だった。古典ラテン語における第二変化名詞単数の語尾 -us, -um はこの時代それぞれ -os, -om だった。また、複数属格の語尾は -ōsum（第二曲用）であり、これはのちに -ōrum となった。このように、古ラテン語時代の末期には母音間の s が r になる「ロタシズム」という変化が起きた。

#### 発音
短母音、長母音、二重母音（AE, AU, EI, EU, OE, UI）を持っていた。子音、半母音、子音連続、同一子音連続（二重子音）を持っていた。
- [v], [z] の発音を持たなかった。

### 古典ラテン語

ヨーロッパにおけるロマンス諸語

紀元前1世紀以降、数世紀にわたって用いられたラテン語は古典ラテン語（古典期ラテン語）と呼ばれる。のちの中世、また現代において人々が学ぶ「ラテン語」は、通常この古典ラテン語のことをいう。この古典ラテン語は書き言葉であり、多くの文献が残されているが、人々が日常話していた言葉は俗ラテン語（口語ラテン語）と呼ばれる。この俗ラテン語が現代のロマンス諸語へと変化していった。
古ラテン語と同様に、scriptio continua（スクリプティオー・コンティーヌア、続け書き）といって、単語同士を分かち書きにする習慣がなかった（碑文などでは、小さな中黒のようなもので単語を区切った例もある）。アルファベットもキケロ（前106 – 43）の時代までは X までの21文字だった。また、大文字のみを用いた。
紀元の初めにギリシア語起源の外来語を表記するために Y と Zが追加され、アルファベットは以下の 23 文字となった：
| A | B | C | D | E | F | G | H | I | K | L | M | N | O | P | Q | R | S | T | V | X | Y | Z |

Y を含めた6つの母音字は長短両方を表したが、引き続き表記上の区別はされなかった。
引き続き C が[k] の音に常用され、K の使用は固有名詞および KALENDAE 等に限定された。C は [k]、G は [ɡ] と発音した。
古典ラテン語のアクセントは、現代ロマンス諸語に見られるような強勢アクセントではなく、現代日本語のようなピッチアクセント（高低アクセント）であったとされる(強勢アクセントとする説も存在する)。文法面では、古ラテン語の所格は一部の地名などを除いて消滅し、六つの格（主格、呼格、属格、与格、対格、奪格）が使用された。また以前の時代の語尾 -os, -om は、古典期には -us, -um となった。
現在古典ラテン語と呼ばれるものはこの時期の書き言葉である。

#### 発音・口語の変化
発音の変化が生じ、BS, BT が [ps], [pt] へ変化した（綴りは変わらない）。同じ子音が連続する二重子音は、長子音化した。
この時代の話し言葉（俗ラテン語）では、文末の -s は後ろに母音が続かない限り発音されない場合があった。また au は日常では [ɔː] と読まれた。このように古典期には、話し言葉と古風な特徴を残した書き言葉の乖離が起きていた。

#### ラテン文学の黄金期
紀元前1世紀頃。
- マルクス・トゥッリウス・キケロ
- ガイウス・ユリウス・カエサル
- ウェルギリウス
- オウィディウス

#### ラテン文学の白銀期
1世紀頃。
- セネカ
- タキトゥス
- マルティアリス

### 俗ラテン語
古典期が終わると、人々が話すラテン語は古典語からの変化を次第に顕著に見せるようになっていった。この時代に大衆に用いられたラテン語は俗ラテン語（口語ラテン語）と呼ばれる。2世紀、あるいは3世紀頃から俗ラテン語的な特徴が見られるようになっていたが、時代が下るにつれ変化は大きくなり、地方ごとの分化も明らかになっていった。
古典ラテン語には Y を除けば5母音があり、長短を区別すれば10の母音があったが、俗ラテン語になるとこれらは以下の7母音になった。
[a] [ɛ] [e] [i] [ɔ] [o] [u]
古典期の長母音 [eː] は [e] に、[oː] は [o] に変化した。また短母音 [e] と [o] は、俗ラテン語ではそれぞれ [ɛ] と [ɔ] になった。古典期の V は、子音としては [w] と発音されたが、俗ラテン語の時代には [v] に変化していた。さらにアクセントはピッチアクセントから現代ロマンス諸語と同様の強勢アクセントに置き換えられていった。古典期の [k] と [ɡ] も変化を起こした。これらは前舌母音（[i] や [e]）の前では軟音化して口蓋音化（硬口蓋音化）し、それぞれ [tʃ]、[dʒ] の音になった。
俗ラテン語では動詞などの屈折にも変化が起きた。動詞の未来時制では、古典期の -bo に代わり habere（持つ）の活用形を語幹末に付した形式が用いられ始めた。指示詞 ille は形が変化し、次第に冠詞として用いられるようになっていった。名詞の曲用では格変化が単純化され、主格と対格は同一（特に女性名詞）になり、属格と与格も統合された。単純化した名詞の格に代わって前置詞が発達していった。例えば属格に代わり de が、与格に代わり a が用いられ始めた。
イタリアやイベリア半島ではやがて名詞の格変化は消滅し、フランスでも12世紀頃には使われなくなり、ダキアで使用されたのちのルーマニア語を除いて格変化はなくなった。このような文法的特徴のみならず、音韻面や語彙でも地方ごとの違いを大きくしていった俗ラテン語は、やがてロマンス諸語と呼ばれる語派を形成した。

### 中世ラテン語
かつてのローマ帝国の版図で用いられたラテン語は一般大衆には使われなくなり、それぞれの地域でラテン語から変化した俗ラテン語がそれに置き換えられた。一方で古典ラテン語は、旧ローマ帝国領内のみならず西ヨーロッパ全域において近代諸語が文語として確立するまでは、学術上の共通語として使用された。カトリック教会でも同じく、古典ラテン語の伝統の下にあるラテン語が教会ラテン語と呼ばれて使用されたが、こちらはその後もなお使用され続けた。

### 近代および現代

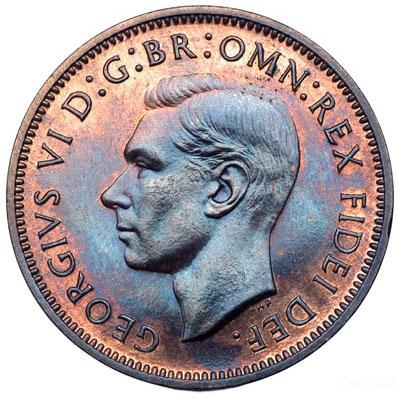
1951年に発行されたジョージ6世のファージング硬貨。肖像の周りの「GEORGIVS VI D:G:BR:OMN:REX FIDEI DEF:」は、ラテン語で「ジョージ6世、神の恩寵ある全ブリタニアの王にして信仰の擁護者」の意味。

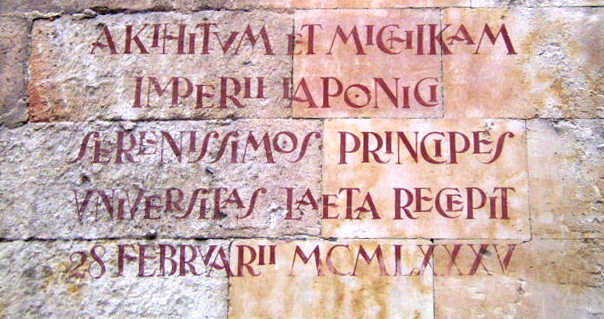
サラマンカ大学の記念銘。
「本学は、日本帝国の皇太子同妃両殿下なる明仁と美智子を喜びをもって迎えたり。1985年2月28日」
と刻まれている。ラテン語がヨーロッパで教養と格式を保持している例。

ヨーロッパではラテン語は長い間教会においても学問の世界においても標準的な言語として用いられてきたが、ルネサンスと共に古典古代の文化の見直しが行われ、古典期の文法・語彙を模範としたラテン語を用いようとする運動が人文主義者の間で強まった。これにより中世よりもむしろ「正しい」ラテン語が教育・記述されるようになる。共通化が進んだラテン語は、近代においても広く欧州知識人の公用語として用いられた。
この近代ラテン語で著述した主な思想家としてはトマス・モア（『ユートピア』）、エラスムスのような人文主義者だけでなく、デカルト、スピノザなどの近代哲学の巨人も挙げられる。有名なデカルトの「我思う、ゆえに我あり」という言葉の初出は『方法序説』フランス語版であるが、後にラテン語訳された Cogito, ergo sum.（コーギトー、エルゴー・スム）の方が広く知られている。自然科学ではニュートンのプリンキピアがある。ただしフランスの啓蒙思想家、ドイツのカント以降は母語で著述するのが主流になった。
学問的世界においては、ラテン語はなお権威ある言葉であり世界的に高い地位を有する言語である。現在でも学術用語にラテン語が使用されるのには、学術用の語彙が整備されており、かつ死語であるために文法などの面で変化が起きない（現実には中世・近世を通して多少の変化はあったが）という面、あるいは1つの近代語の立場に偏らずに中立的でいられるという面も見逃すことはできない。無論これは他の古典語でも同じであるが、ラテン語が選択されたのは近現代におけるそうした学問が、良し悪しは別として、欧州中心のものであったことが反映している。現在も活用されている場面として、たとえば生物の学名はラテン語もしくはギリシア語単語をラテン語風の綴りに変えたものがつけられるのが通例である。
また、現在においてもラテン語の知識は一定の教養と格式を表すものであり、国（例アメリカ合衆国、スペイン、スイス、カナダおよびカナダの各州など）や団体（アメリカ海兵隊、イギリス海兵隊など）のモットーにラテン語を使用する例や、1985年にサラマンカ大学が日本の皇太子夫妻の来学の記念の碑文を、スペイン語ではなくラテン語で刻んだことや、イギリスのエリザベス2世が1992年を評して Annus Horribilis（アナス・ホリビリス、ひどい年）とラテン語（ただし発音は英語風）を使ったこともその現れといえる。日本でも高校野球の初代優勝旗には VICTORIBUS PALMAE（ウィクトーリブス・パルマエ、「勝利者に栄冠を」）と刺繍されていた。だが、ラテン語が今日の欧州で重視されているとまでいうことはできない。欧州諸国では第二次世界大戦前までは中等教育課程でラテン語必修の場合が多かったが、現在では日本での「古典」「古文」ないし「漢文」に相当する科目として存在する程度である。
日常会話という観点からみると、現代ではラテン語での会話そのものがほとんど存在しないため、死語に近い言語の1つであるともいえるが、ラテン語は今でも欧米の知識人層の一部には根強い人気がある。近年はインターネットの利用の拡大に伴ってラテン語に関心のある個人が連携を強めており、ラテン語版ウィキペディアも存在する（ラテン語: Vicipaedia）ほか、ラテン語による新聞やSNS、メーリングリスト、ブログも存在する。さらに、フィンランドの国営放送は定期的にラテン語でのニュース番組を放送している。

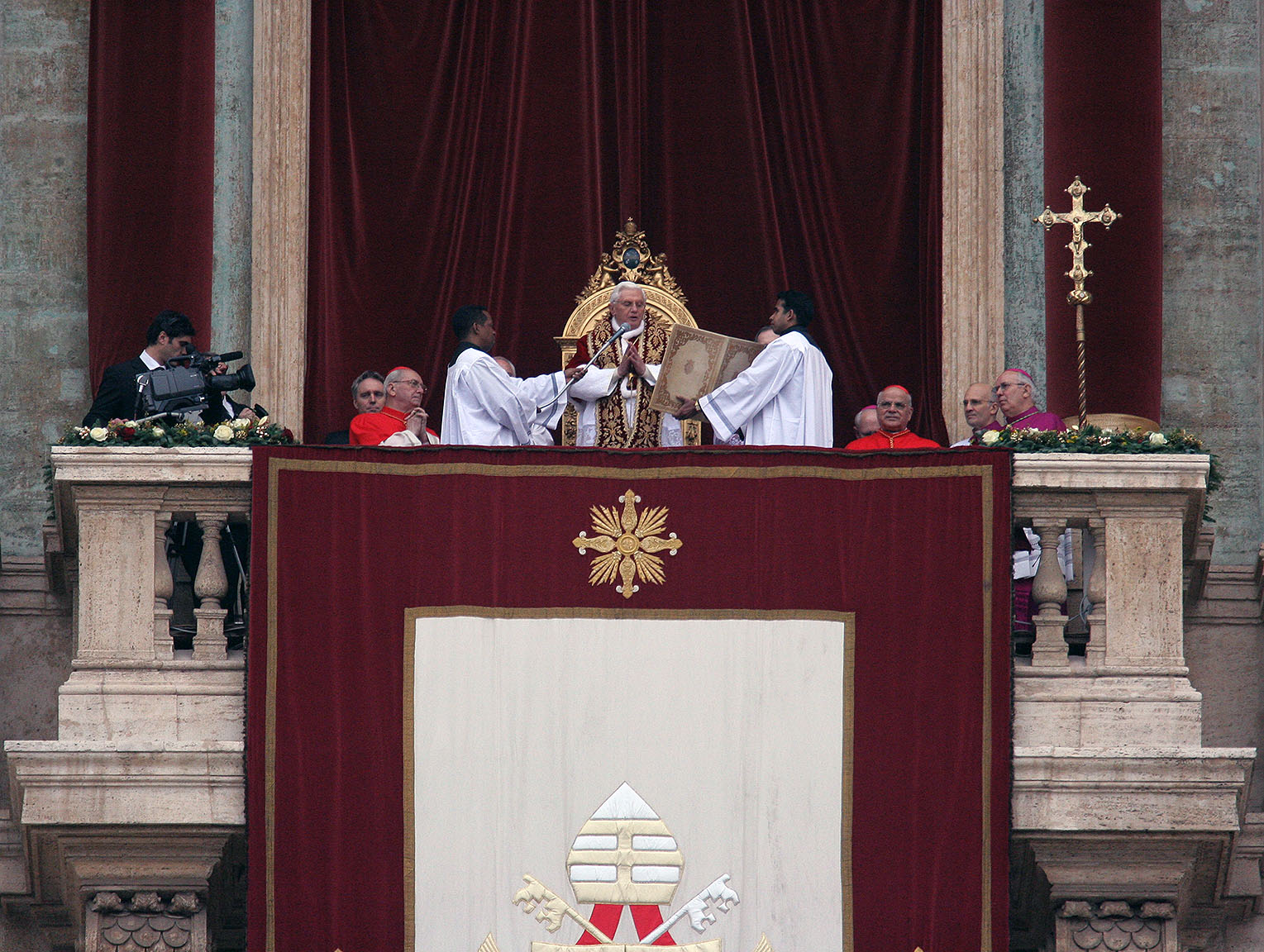
ウルビ・エト・オルビを行うベネディクト16世

現在、ラテン語を公用語として採用している国はバチカン市国のみである。これは、現在でもラテン語がカトリック教会の正式な公用語に採用されているためであるが、そのバチカン市国でもラテン語が用いられるのは回勅などの公文書、コンクラーヴェの宣誓、「ウルビ・エト・オルビ」などの典礼文などに限られ、2013年の教皇ベネディクト16世の退位に際しては、退位の意思表明と理由は、教皇本人が作成したラテン語の文章の朗読で行われた。日常生活ではイタリア語が用いられる（バチカンはローマ市内にある）。

## 発音
ヨーロッパの各地で長期にわたって用いられていたため、国や地域、時代によって発音は異なるが、現代には大きく分けて古典式、イタリア式、ドイツ式の3つがある。イタリア式には、現代イタリア語の原則にのっとって発音するものと、それをもとにした教会式（ローマ式）の2つがある。後者は、フランスのソレム修道院で提唱された発音法であり、ピウス10世が推奨したことで広まった。
日本の大学で学ぶ発音は、原則として古典式である。一方、ラテン語の楽曲の歌唱においてはイタリア式、ドイツ式が主流である。どのように異なるか、いくつか例を示す（実際には、地域や人によって発音の揺れがある）。
| | 古典式発音 | イタリア式発音                               | ドイツ式発音                               |
| --- | ---------- | -------------------------------------------- | ------------------------------------------ |
| ae (æ) | [ai]       | [e]                                          | [ɛ]                                        |
| oe (œ) | [ɔi]       | [e]                                          | [ø], [œ]                                   |
| c | [k]        | a, o, u の前では [k]、ae, e, i の前では [tʃ] | a, o, u の前では [k]、e, i の前では [ts]   |
| gn | [gn]       | [ɲ]                                          | [gn]                                       |
| s | [s]        | [s]、母音間で [z]                            | [s]                                        |
| sc | [sk]       | a, o, u の前では [sk]、e, i の前では [ʃ]     | a, o, u の前では [sk]、e, i の前では [sts] |
| z | [z]        | [dz]                                         | [ts]                                       |
| 三ヶ尻正『ミサ曲・ラテン語・教会音楽ハンドブック—ミサとは・歴史・発音・名曲選』（ショパン、2001年）を元に作成。cとgnを後にWikipediaドイツ語版などを基に追記。 |            |                                              |                                            |

上の3つの方式に加えて、文章レベルのラテン語まではいかないが単語およびフレーズレベルでは英語式が広まっている。もともと英語でetc.（その他）がエトセトラ（et cetera、英語ではe、i、yの前のcはsと発音）、Et tu Brute（ブルータス、お前もか）がエト・テュー・ブルータと発音されるなどの延長で 、英語が国際語になった現在特に科学用語に英語式発音が多い。例えば天文学関係では星座名は英語文章内でもラテン語を使い、恒星名もギリシャ文字名にラテン語星座名の属格（所有格）を添えるので、ラテン語が英語式に発音される。
日本語では古典式、英語式、またはドイツの音をカタカナ表記するのが慣習となっている。ただし、古典式によっていると思われる場合でも、母音の長短の別を表記しない場合がほとんどである。
その一方、宗教音楽の題名を表記する際は、イタリア式に近い表記が多い。例えば、Agnus Dei の Agnus は、古典式とドイツ式では「アグヌス」と発音するが、イタリア式では「アニュス」（厳密には、gn は [ɲ] という鼻音）となる。Magnificat も「マグニフィカト」ではなく、「マニフィカト」と表記される傾向が強い。

### アクセント
前述の通り、アクセントは時代により高低アクセントから強弱アクセントへ移行したが、単語のどの位置に強勢が置かれるかについては一定の法則を持つ。
その法則は以下の通りである。
1. 後ろから2番目の音節が閉音節である場合、および、長母音もしくは二重母音を含む音節である場合、強勢は後ろから2番目の音節に置かれる。
2. 上記以外の場合、後ろから3番目の音節に置かれる。但し、2音節しか持たない単語の場合は後ろから2番目の音節に置かれる。

1.の例：puella 少女（閉音節）。mercātor 商人（長母音）。
2.の例：īnsula 島。dominus 主人。

## 文法
ラテン語は、他のすべての古インド・ヨーロッパ語族と同様に、強い屈折を持ち、それゆえに語順が柔軟である。従って、古典ラテン語はインド・ヨーロッパ祖語の形態を保存した古風な言語と言える。名詞には最大で7種類の格変化が、動詞には4種類の活用がある。ラテン語は前置詞を使用し、通常は修飾する名詞の後に形容詞・属格を置く。ラテン語はまた、pro脱落言語及び動詞枠付け言語でもある。
ラテン語は強い屈折を持つ言語であるため、語順を柔軟に変えることができる。 構文は一般的にSOV型であるが、詩歌においてはこれ以外の語順も普通に見られる。通常の散文においては主語、間接目的語、直接目的語、修飾語・句、動詞という語順になる傾向があった。従属動詞を含む他の成分、例えば不定詞などは、動詞の前に置かれた。
名詞は、3つの性（男性・女性・中性）、2つの数（単数・複数）、7つの格（主格・属格・与格・対格・奪格・呼格・地格）を持ち、これらにより語形を変化させる。その曲用の類型は、大別して第1–5変化に分けられる。形容詞は被修飾名詞に従って性数格を一致させる。また、ラテン語は冠詞、類別詞を持たない。
動詞は、3つの法（直説法・接続法・命令法）と6つの時制（現在・未完了過去・未来・完了・過去完了・未来完了）、2つの態（能動態・受動態）、2つの数（単数・複数）、3つの人称（一人称・二人称・三人称）に応じて活用する。他に、準動詞として不定詞、分詞、動名詞、動形容詞がある。これらはすべて、動詞の4基本形に基いて作られる。

## 表現
| ラテン語                              | 意味                     |
| ------------------------------------- | ------------------------ |
| salve（単数)/salvete（複数）          | こんにちは               |
| vale（単数)/valete（複数）            | さようなら               |
| bonum diem                            | 今日は                   |
| bonum vesperum                        | こんばんは               |
| bonam noctem                          | お休みなさい             |
| quomodo vales?, ut vales?             | 御機嫌いかが?            |
| bene valeo                            | はい、元気です。         |
| optime valeo, gratias tibi/ago        | とても良いです。有難う。 |
| male valeo                            | いいえ、元気です。       |
| gratias tibi/ago, gratias tibi ago    | ありがとう               |
| accipe sis, en tibi                   | どういたしまして         |
| excusatum (雄)/excusatam (雌) me habe | すみません               |
| ignosce mihi                          | ごめんなさい             |
| quod nomen tibi est?                  | お名前は何ですか?        |
| mihi nomen est...                     | 私の名前は。。。         |
| ita                                   | はい                     |
| non                                   | いいえ                   |
| quaeso                                | どうぞ                   |

| ラテン語                 | 意味       |
| ------------------------ | ---------- |
| aqua, aquae (f.)         | 水         |
| botulus, botuli (m.)     | ソーセージ |
| butyrum, butyri (n.)     | バター     |
| caseus, casei (m.)       | チーズ     |
| cervisia, cervisiae (f.) | ビール     |
| citreum, citrei (n.)     | レモン     |
| lactuca, lactucae (f.)   | レタス     |
| oryza, oryzae (f.)       | 米         |
| panis, panis (m.)        | パン       |
| perna, pernae (f.)       | ハム       |
| piscis, piscis (m.)      | 魚         |
| placenta, placentae (f.) | ケーキ     |
| uva, uvae (f.)           | 葡萄       |
| vinum, vini (n.)         | ワイン     |

## 現代も使われる表現、日本語への影響

### 慣用表現・格言

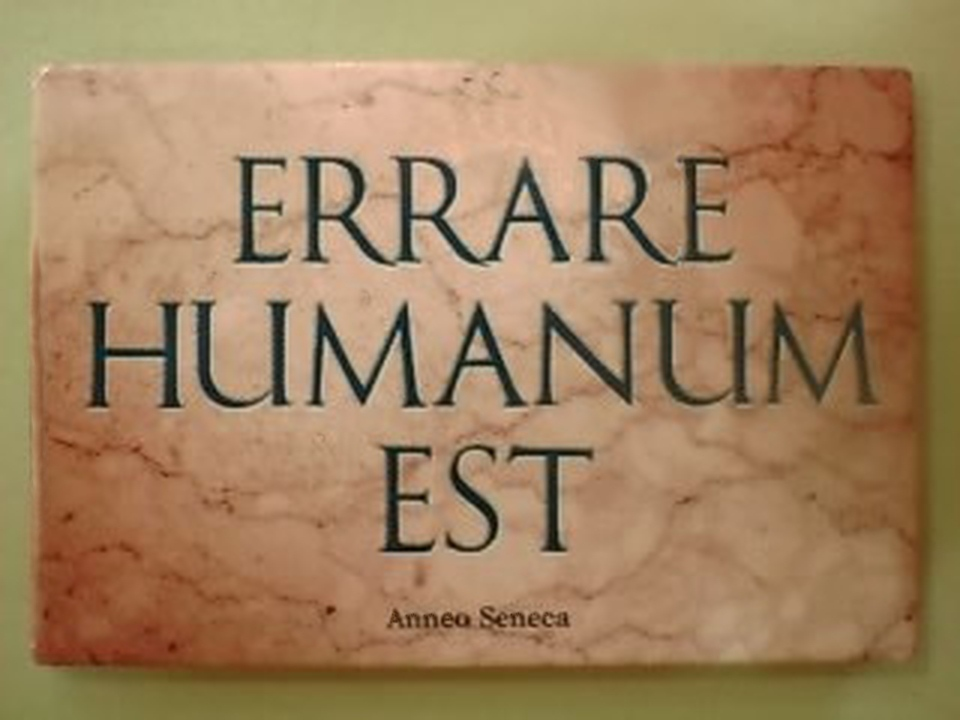
「誤るのが人間である」
古代ローマの格言の一つ。

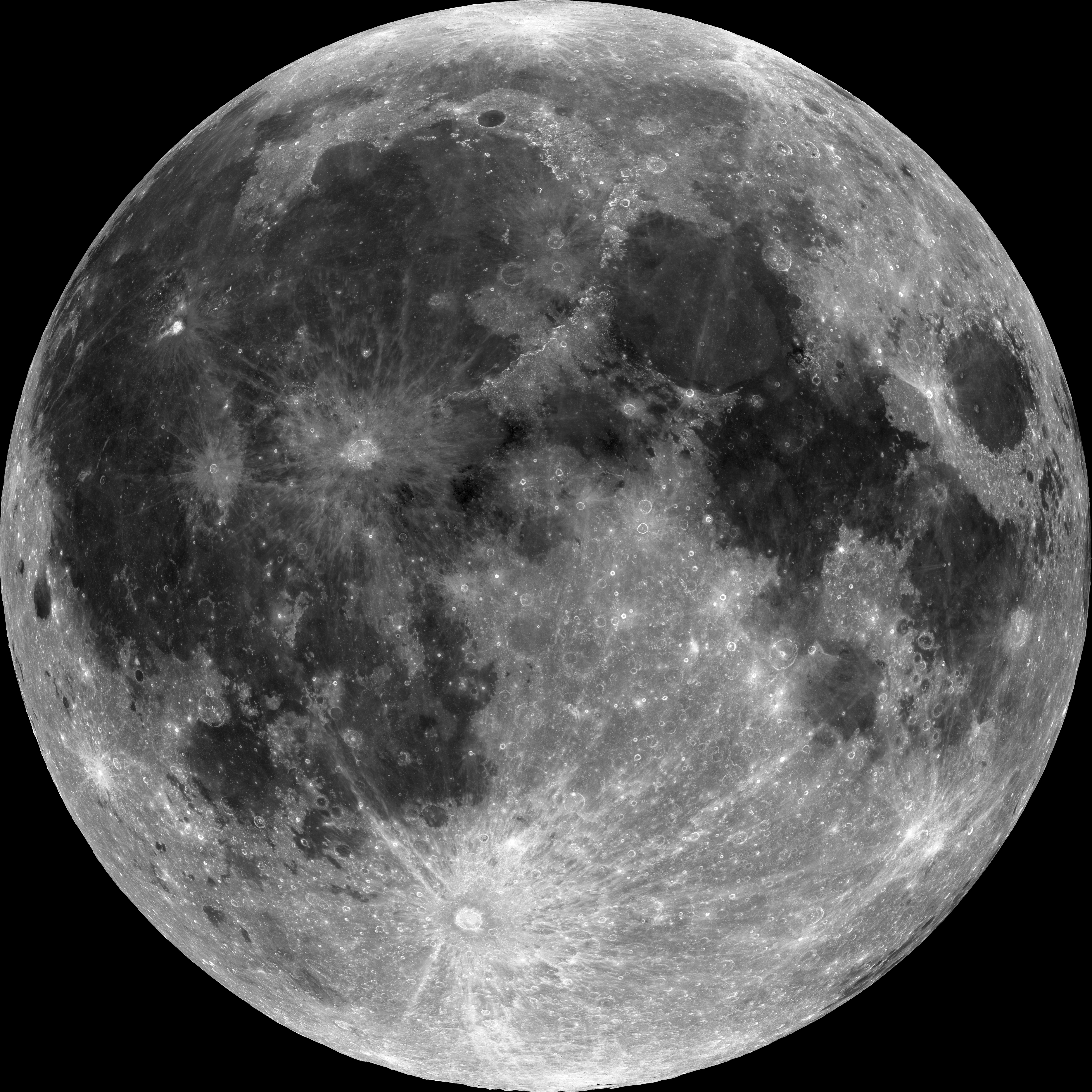
月の海はヨハネス・ケプラー以来、ラテン語で命名されている（例、Mare Fecunditatis：豊饒の海）。

古典ラテン語の慣用表現は、現代の西洋諸語においても使われることが少なくなく、そのうち一部は日本語にも入っている。ラテン語起源の英語などの単語が日本語でも使われる例は、もちろん数多くある。
- ad hoc アド・ホク：暫定の、臨時の（アドホック）
- ad lib. アド・リブ（ad libitum アド・リビトゥムの略）：即興（アドリブ）
- alius ibi (alibi) アリウス・イビ：「他の場所で」の意（アリバイ）
- anno Domini アンノ・ドミニ：「主（イエス・キリスト）の年に」、すなわち「西暦」という意味。A.D.と略される。
- a priori ア・プリオリ：先天的に、（哲学）先験的に（ただし古典ラテン語法ではない）（アプリオリ）
- aqua アクア：水
- corona コロナ：王冠
- cum ({\displaystyle {\overline {c}}}) クム：ともに、英語の with
- de facto デ・ファクト：事実上の（対義語は de jure（法律的には））、defact は誤り（デファクト）
- exempli gratia (e.g.)：たとえば
- et alii (et al.) エト・アリイ：その他の者達（論文の著者名省略などでしばしば用いられる）
- et cetera (etc.) エト・ケテラ：その他（エトセトラ）
- ego エゴ：私、自我
- facsimile ファクスィミレ：似せて作れ（ファクシミリ）
- fossa magna フォッサ・マグナ：大きな溝（大地溝帯）
- gloria グロリア：栄光
- id est (i.e.)：すなわち
- in situ：本来の場所で
- in vitro：ガラス器（試験管）内で
- in vivo：生体内で
- Pacta sunt servanda パクタ・スント・セルウァンダ：合意は守らるべし (Pacta sunt servanda)
- persona non grata ペルソナ・ノン・グラータ：外交上好ましくない人物
- Pro bono 公共善のために　(プロボノ)
- Quod Erat Demonstrandum (Q.E.D.) クオド・エラト・デモンストランドゥム：証明終わり（直訳は「証明されようとしていたもの」）
- sine ({\displaystyle {\overline {s}}}) スィネ：～なしに、ともなわず、英語の without
- virus ウィルス：毒
- missile ミッスィレ：投げられるもの（ミサイル）
- Requiescat in Pace：「安らかに眠れ」。墓碑に刻まれる文字。
- Memento mori：死を記憶せよ（メメント・モリ）
- Carpe diem：その日を摘め。いまを生きる（ホラティウス）
- Amor Vincit Omnia：愛はすべてを征服する。愛の勝利（ヴェルギリウス）
- Veritas Vincit：真実は勝つ（ヤン・フス）
- Justitia Omnibus：すべてに正義を（アメリカ合衆国ワシントンD.C.の標語）
- Plus Ultra：プルス・ウルトラ (モットー)、さらなる前進（スペインの標語）
- Sic transit gloria mundi：「かくのごとく世界の栄光は立ち去りぬ」（着座した教皇が蝋燭の灯を吹き消しこの言葉を発する習わしがあった）。
- Fiat justitia ruat caelum：正義はなされよ、たとえ天が落ちるとも
- Quidquid latine dictum sit, altum videtur ：「ラテン語で言えば何でも立派に聞こえる」（ラテン語についての格言）
- primus inter pares：「同輩中の首席（英語版）」。大日本帝国憲法下の内閣総理大臣の位置づけやスイスの連邦大統領の位置づけをあらわす語。もともとは中世ドイツにおける王と諸侯との対等の位置づけを現した（ハインリヒ1世参照）。

### 商号・固有名詞
ラテン語由来の商号や固有名詞としては、例えば以下のようなものがある。
- 月の海：名前はラテン語で綴られる。
- 星座の名前もラテン語で綴られる。特に黄道12星座は占星術で使用されるときはヨーロッパ諸語では翻訳されない。また、ケンタウルス座アルファ星をAlpha Centauri（アルファ・ケンタウリ）と呼ぶように、星座名のラテン語の所有格が用いられる。
- Audi（ドイツの自動車メーカー）：audi は「聞け」の意。創業者ホルヒ（Horch, 聞け）に因む
- ボルボ（スウェーデンの自動車メーカー）：volvoは「私は回る」という意味。SKFのベアリングのブランド「ボルボベアリング」に因む名称である。
  - ボルボ・グループ（ボルボ・カーズと同じボルボの名称を持つスウェーデンの企業グループ）
- アシックス（日本のスポーツ用品メーカー）：社名の由来はMens Sana in Corpore Sano（「健全なる精神は健全なる身体にこそ宿るべし 」）のMens（精神）をAnima（生命）に置き換えたもの。
- アクエリアス：aquarius（アクアリウス）は「みずがめ座」の意。「アクエリアス」はそれを英語読みしたもの。
  - 商標名等は当該記事を参照。
- 『AERA』（朝日新聞社の雑誌）：æra は「時代」の意。英語の era
- エルガ（いすゞの大型路線バス車両）：erga は「～に向かって」の意。
  - エルガミオ（いすゞの中型路線バス車両）
- レジアス（トヨタのミニバン）：regiusは「華麗な、素晴らしい」の意。
  - トヨタ・レジアスエース
- スープラ（トヨタ自動車のスポーツカー）：supraは、「上へ、〜を超えて、至高」の意。
- 『SAPIO』（小学館の雑誌）：sapio は「私は考える」の意（現在分詞は sapiens）
- 『テルマエ・ロマエ』（ヤマザキマリ原作のマンガの題名）：thermae romaeは「ローマの浴場」の意。
- ニベア：nivea は「雪」ないし「雪のように白い」の意
- プリウス（トヨタ・プリウスおよび日立製作所のパーソナルコンピュータ、Prius）：prius は「～に先立って、先駆け」の意
- プレナス（ほっともっとの運営企業）：plenus は「満たされた、豊富な」の意。
- プロペ：propeは傍に、近くにの意
- ベネッセコーポレーション：bene + esse で「良く存在すること」の意の造語
- りそなホールディングス・りそな銀行（大和銀行とあさひ銀行が合併してできた金融機関とその金融持株会社）：resona[注釈 10] は「共鳴せよ、響き渡れ（命令形、単数）」の意
- ユヴェントス：イタリアの著名なサッカークラブ。juventus は「青春、青年」の意
- ヴェンタス：ハンコックタイヤのスポーツタイヤとプレミアムタイヤの名称。ventusは「風」の意。
- 湘南ベルマーレ：湘南をホームタウンとするJリーグクラブ。bellum（美しい）+ mare（海）で Bellmare

## ラテン語由来の記号
- &（アンパサンド） - ラテン語の et の合字が記号になったものである。
- !（感嘆符、エクスクラメーション・マーク） - ラテン語の io の、2字を縦に重ねた合字が記号になったものである。
- ?（疑問符、クエスチョンマーク） - ラテン語の quaestio の最初の q と最後の o を縦に重ねた合字という説がある。